# Протесты в Армении (2024)
Протесты в Армении, наиболее известные как движение «Тавуш во имя Родины» — серия акций протестов и маршей, начавшееся 8 мая 2024 года в связи с сообщением о делимитации азербайджано-армянской границы и возвращении Азербайджану четырёх азербайджанских сёл Газахского района, расположенных в приграничье с Тавушской областью Армении. После этого архиепископ Тавушской епархии Баграт Галстанян объявил о создании движения «Тавуш во имя Родины» и марше на Ереван. 9 мая 2024 года протестующие достигли столицы, на митинги вышли десятки тысяч человек с целью отставки Никола Пашиняна. Протесты поддержали как пророссийские, так и прозападные оппозиционные партии и альянсы: Альянс Армения, Дашнакцутюн Национально-демократический полюс и другие, а также экс-президенты Армении: Серж Саргсян и Роберт Кочарян. Протесты поддержали также студенты некоторых университетов и учащиеся школ.

## Предыстория
Никол Пашинян заявил, что в рамках делимитации армяно-азербайджанской границы вернет Азербайджану четыре бывших азербайджанонаселённых села Газахского района (Баганис-Айрум, Ашагы-Аскипара, Хейримли и Кызылгаджылы) в приграничье с Тавушской областью, которые в советское время до начала Первый карабахской войны входили в состав Азербайджанской ССР. Это спровоцировало массовые протесты жителей области, против этого решения выступила и Армянская церковь. В результате архиепископ Тавушской епархии Баграт Галстанян начал марш на Ереван с целью отставки Никола Пашиняна.
23 апреля Армения вернула Азербайджану четыре села. По словам старшего научного сотрудника Института географии РАН, доктора географических наук Алексея Гуня, процесс по делимитации армяно-азербайджанской границы нельзя назвать «сдачей территорий», так как за основу берутся советские карты, представляющие в данном случае «единственно легитимные данные, где должна пролегать граница».

## Хронология

### Спонтанные протесты
В Ереване 24 и 25 апреля прошли стихийные акции протеста под руководством оппозиции. Лидеры оппозиции заявили, что 24 апреля полиция применила агрессивные методы против протестующих в городе. В других частях страны демонстрации привели к временному закрытию национальных и региональных автомагистралей, таких как шоссе Ереван-Мегри, шоссе Ереван-Гюмри, шоссе Баганис-Воскепар и межгосударственная автомагистраль, соединяющая Армению с Грузией.
26 апреля протестующие продолжили блокировать улицы в Ереване и основные автомагистрали за пределами города, выступая против территориальных уступок, в рамках делимитации границы Армении с Азербайджаном. Некоторые использовали для этой цели большие транспортные средства. Правоохранительные органы вмешались и возобновили движение почти на всех этих маршрутах.
7 мая Пашинян раскритиковал участие религиозных деятелей в политике и заявил: «Правительство не должно вмешиваться в дела церкви. Армянская Апостольская церковь имеет свои правила деятельности, свой регламент. Но в целом очевидно, что сегодня Католикос Всех Армян возглавляет политическое движение в Армении».

### Основные протесты
9 мая движение «Тавуш во имя Родины» достигло Еревана. В тот же день состоялся первый крупный митинг, в котором приняли участие около 35 тыс. человек. Архиепископ Баграт заявил, что он и его сподвижники приступили к организации импичмента премьер-министра, и дал Пашиняну один час на то, чтобы тот подал в отставку. Армянская полиция начала силовой разгон протестующих, десятки людей были арестованы. Архиепископ Баграт и участники движения «Тавуш во имя Родины» установили палатки возле площади Республики и заночевали там. Сам архиепископ провёл встречи с оппозиционными партиями, в то время как Пашинян заявил, что церковь не должна вмешиваться в дела государства и что не даст свергнуть демократически избранную власть. В последующие дни митинги продолжились: СНБ и МВД Армении арестовали до 280 человек.
10 мая Галстанян призвал студентов университета бойкотировать занятия и присоединиться к протестам. Позже Галстанян подтвердил, что имеет не только армянское, но и канадское гражданство и по Конституции Армении не может быть избран премьер-министром. Галстанян также сказал протестующим, что им следует «заниматься мирными акциями неповиновения», если Пашинян не прислушается к их требованиям. По меньшей мере 48 протестующих были арестованы полицией. Также Галстанян встретился для консультаций с представителями альянса «Честь имею» Сержа Саргсяна и Альянса «Армения» Роберта Кочаряна.
12 мая оппозиция официально выдвинула архиепископа Баграта на пост нового премьер-министра, сам он заявил, что готов отказаться от служения церкви ради спасения страны. Оппозиция смогла заблокировать дороги в Ереване до прибытия полицейских, которые разогнали протестующих.
13 мая в Ереване полицией был арестован по меньшей мере 171 протестующий. Галстанян призвал сторонников «парализовать» столицу. Протестующие перекрыли дороги и ненадолго нарушили движение транспорта, прежде чем их разогнала полиция. К вечеру 156 протестующих были освобождены из-под стражи. В тот же день Галстанян заявил, что митингов на площади Республики больше проводиться не будет, но призвал протестующих проводить акции гражданского неповиновения в других частях города.
21 мая архиепископ Баграт провел в Ереване встречу с изгнанными представителями Национального собрания НКР.
12 июня Никол Пашинян заявил парламенту, что выведет Армению из ОДКБ, при этом Пашинян заявил: «Мы уйдем. Мы решим, когда выйти… Не волнуйтесь, мы не вернемся». Пашинян также заявил, что мирный договор с Азербайджаном близок к завершению, но его страна не примет требования Азербайджана о том, чтобы Армения изменила свою конституцию. После того как Пашинян сделал комментарии, в Ереване на перекрестке проспект Баграмяна — улица Демирчяна вспыхнули столкновения между полицией и демонстрантами, протестующие бросали в полицию бутылки и камни. В свою очередь полиция без предупреждения начала применять светошумовые гранаты и силой разгонять людей. В результате около ста человек получили ранения, среди полиции также есть раненые. В отношении 12 человек, принявших участие в акциях протеста, инициировано уголовное преследование по факту участия в массовых беспорядках.